# 1806
1806 (MDCCCVI) a fost un an obișnuit al calendarului gregorian, care a început într-o zi de miercuri.

## Evenimente

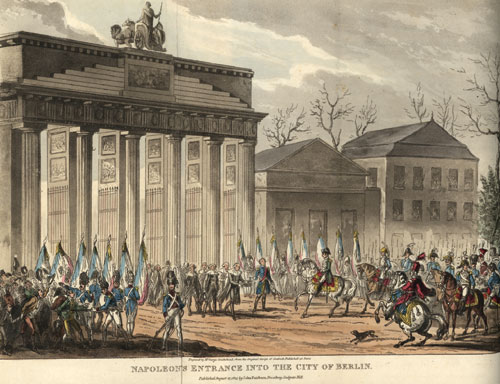
27 octombrie: Napoleon la Berlin, gravură de John Cumberland, 1828.

### Ianuarie
- 8 ianuarie: Colonia Capului devine colonie britanică.
- 19 ianuarie: Marea Britanie ocupă Capul Bunei Speranțe.

### Aprilie
- 8 aprilie: Stephanie de Beauharnais, fiica adoptată a lui Napoleon Bonaparte, se căsătoreștee cu Prințul Karl Ludwig Friedrich de Baden.

### Iunie
- 5 iunie: Louis Bonaparte este numit rege al Olandei de către fratele său, împăratul Napoleon I.

### August
- 6 august: Francisc al II-lea, ultimul împărat al Sfântului Imperiu Roman, abdică; are loc sfârșitul Sfântului Imperiu Roman după aproape un mileniu.

### Octombrie
- 14 octombrie: Bătălia de la Jena-Auerstädt: Trupele franceze conduse de Napoleon înving trupele prusace la Jena, în timp ce mareșalul Louis Davout învinge trupele prusace conduse de Ducele de Brunswick, care este ucis.
- 19 octombrie: Împăratul Jean-Jacques Dessalines al Haiti este asasinat la Pont Rouge (azi Port-au Prince) Haiti.
- 24 octombrie: Forțele franceze intră în Berlin.
- 28 octombrie: Forțele franceze intră în Varșovia.

### Decembrie
- 30 decembrie: Începe Războiul Ruso-Turc (1806-1812) încheiat cu Pacea de la București (28 mai 1812).

### Nedatate
- 1806-1808. A fost construit Hanul lui Manuc de către Manuc Bei, negustor și diplomat armean.

## Arte, știință, literatură și filozofie
- Noah Webster publică primul lui dicționar al englezei americane.
- Vasile Coloși finalizează primul dicționar cvadrilingv al limbii române, a cărui publicare este însă amânată până în anul 1825.

## Nașteri
- 19 ianuarie: Alecu Donici (Alexandru Donici), poet fabulist basarabean (d. 1865)
- 27 ianuarie: Juan Crisóstomo Arriaga, compozitor spaniol (d. 1826)
- 6 martie: Elizabeth Barrett Browning, poetă engleză (d. 1861)
- 31 martie: Ion Roată (aka Moș Ion Roată), țăran român ales deputat în divanul ad-hoc din Principatul Moldova (d. 1882)
- 9 aprilie: Isambard Kingdom Brunel, inginer englez, membru al Royal Society (d. 1859)
- 20 mai: John Stuart Mill, filosof englez (d. 1873)
- 21 august: Constantin Vârnav (Vîrnav), politician român (d. 1877)
- 24 noiembrie: William Webb Ellis, cleric anglican, acreditat drept inventatorul rugbiului (d. 1872)

## Decese
- 5 ianuarie: Karl Alexander, Margraf de Brandenburg-Ansbach, 69 ani (n. 1736)
- 23 ianuarie: William Pitt cel Tânăr, 46 ani, prim-ministru al Marii Britanii (n. 1759)
- 30 martie: Georgiana Cavendish, Ducesă de Devonshire, 48 ani (n. 1757)
- 10 iulie: George Stubbs, 81 ani, pictor englez (n. 1724)
- 10 august: Michael Haydn, 68 ani, compozitor austriac (n. 1737)
- 22 august: Jean-Honoré Fragonard (n. Jean-Honoré Nicolas Fragonard), 74 ani, pictor francez (n. 1742)
- 23 august: Charles-Augustin de Coulomb, 70 ani, fizician francez (n. 1736)
- 10 octombrie: Prințul Louis Ferdinand al Prusiei (n. Friedrich Ludwig Christian), 33 ani (n. 1772)
- 9 decembrie: Francis, Duce de Saxa-Coburg-Saalfeld (n. Franz Frederick Anton), 56 ani (n. 1750)